# モロタイ島
モロタイ島（モロタイとう、インドネシア語: Pulau Morotai）は、東インドネシア・モルッカ諸島（マルク諸島とも）の島の一つ。ハルマヘラ島の北に位置し、面積1,800km2。北マルク州の一部であり、インドネシアの最も北寄りの島の1つである。

## 歴史
15世紀から16世紀にかけて、モロタイ島はイスラム教のテルナテ王国の勢力圏下にあった。テルナテ島とハルマヘラ島の海岸線を含む地域はモロ (Moro) と呼ばれ、テルテナ王国の広大な勢力圏の中心だった。
16世紀なかば、この島にポルトガルのイエズス会が進出した。テルナテとハルマヘラのイスラム教国家の人々は改宗活動のための移住に憤り、1571年に島から宣教師たちを追放した。これは、モルッカ諸島地方におけるポルトガル勢力の大幅な後退の一部をなす動きだった。17世紀早々、テルナテ王国の勢力はますます拡大し、モロタイ島の人口の大部分が島を追い出され、ハルマヘラ島西海岸の要所であるドディンガ (Dodinga) へ移住させられた。また、1627年と1628年にテルナテ王国のスルタン・ハムザ (Sultan Hamzah) は、監視の容易なテルナテ島マラユ (Malayu) に島のキリスト教信者の多くを移住させた。このように人々の多くを繰り返し退去させることにより、テルナテ王国はモロタイ島への影響力を増した。
太平洋戦争初期、1942年前半に日本軍によって島は占領された。1944年9月のモロタイ島の戦いでアメリカ軍が奪取し、連合軍はフィリピンに向かって突き出したこの島を1945年初頭のフィリピン、および5月、6月のボルネオ侵攻の足掛かりとした。また、1945年10月に予定されていた（日本の降伏により取りやめとなった）ジャワ島侵攻のための基地でもあった。

## 経済
島は深い熱帯雨林に覆われ、林業と樹脂の生産が盛んである。